# NGC 2818
NGC 2818 – dwubiegunowa mgławica planetarna znajdująca się w gwiazdozbiorze Kompasu w odległości ponad 10 000 lat świetlnych od Ziemi. Została odkryta 28 maja 1826 roku przez Jamesa Dunlopa wraz z gromadą otwartą NGC 2818A, na której tle jest widoczna. Według nowszych badań bliskość położenia na niebie mgławicy i gromady gwiazd jest przypadkowa, gdyż znacznie różnią się one prędkością radialną.